# ماریا باسان
ماریا باسان (اسپانیایی: María Bazán‎؛ زادهٔ ۱۹۶۹–۲۹ سپتامبر ۲۰۱۹) بازیگر اهل اسپانیا است.
از فیلم‌ها یا سریال‌های تلویزیونی که وی در آن‌ها نقش داشته است، می‌توان به پزشک خانوادگی، بگو چطور شد، بیمارستان مرکزی، دردسر قریب‌الوقوع و انزوا اشاره نمود.